# Tropodiaptomus kilimensis
Tropodiaptomus kilimensis é uma espécie de crustáceo da família Diaptomidae.
É endémica da Tanzânia.